# Greifswald
Greifswald [ˈɡʁaɪfsvalt]  est une ville du nord de l'Allemagne, dans le land du Mecklembourg-Poméranie-Occidentale, région Poméranie. Ville de la Hanse et ville universitaire, elle se trouve entre les deux plus grandes îles allemandes : Usedom et Rügen. Greifswald est située sur les bords de la rivière Ryck. C'est depuis la réforme du 4 septembre 2011 le chef-lieu du nouvel arrondissement de Poméranie-Occidentale-Greifswald. C'est aussi la ville natale du peintre Caspar David Friedrich et du footballeur international allemand Toni Kroos.
Elle est la cinquième plus grande ville de la région, après Rostock, Schwerin, Neubrandenbourg et Stralsund.

## Histoire
| Appartenances historiques Principauté de Rügen 1248-1325 Duché de Poméranie-Wolgast 1325-1478 Duché de Poméranie 1478-1532 Duché de Poméranie-Wolgast 1532-1625 Duché de Poméranie 1625-1637 Poméranie suédoise 1637-1815 Royaume de Prusse (Province de Poméranie) 1815-1918 République de Weimar 1918–1933 Reich allemand 1933–1945 Allemagne occupée 1945–1949 République démocratique allemande 1949–1990 Allemagne 1990–présent |

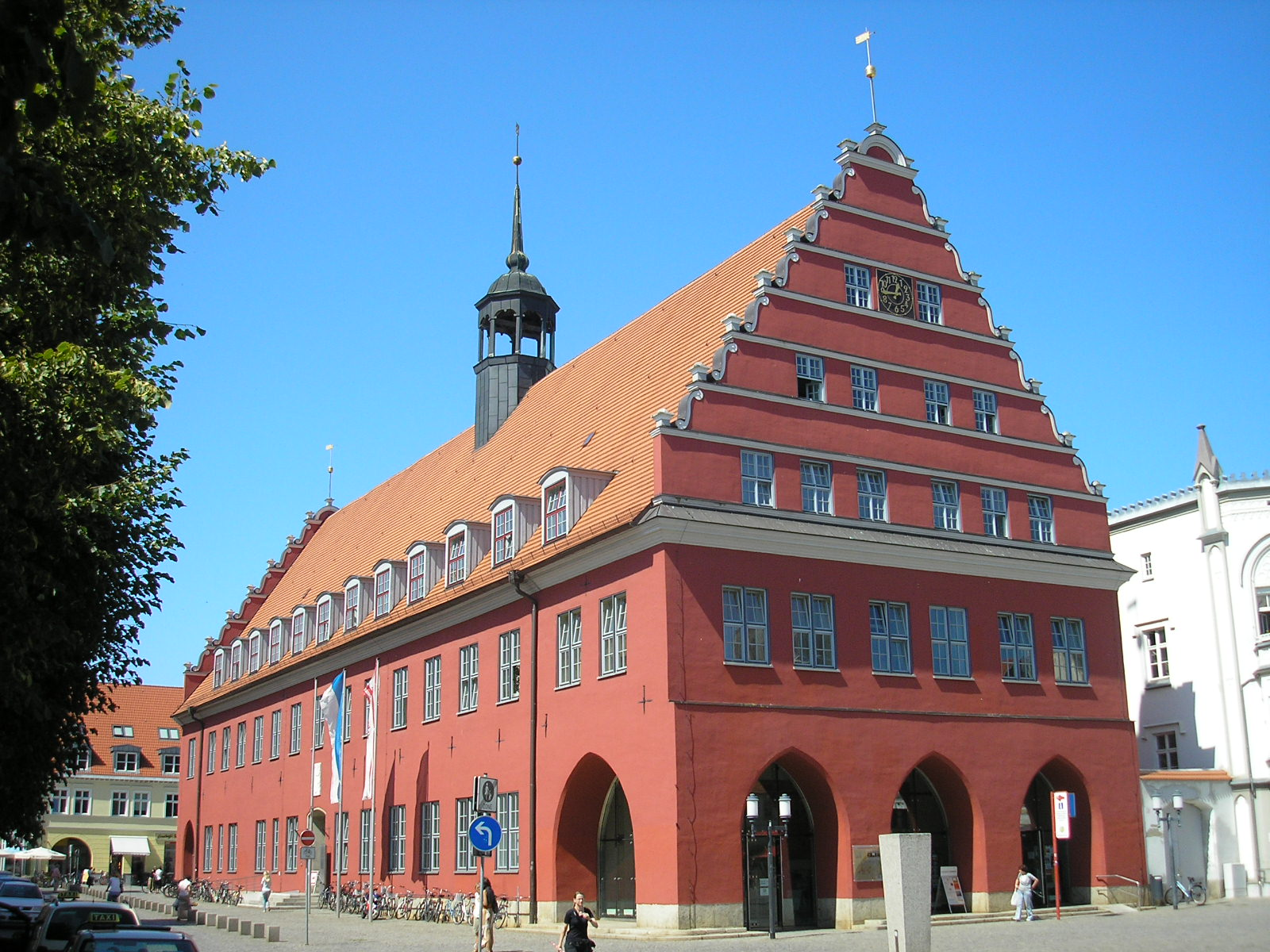
L'hôtel de ville.

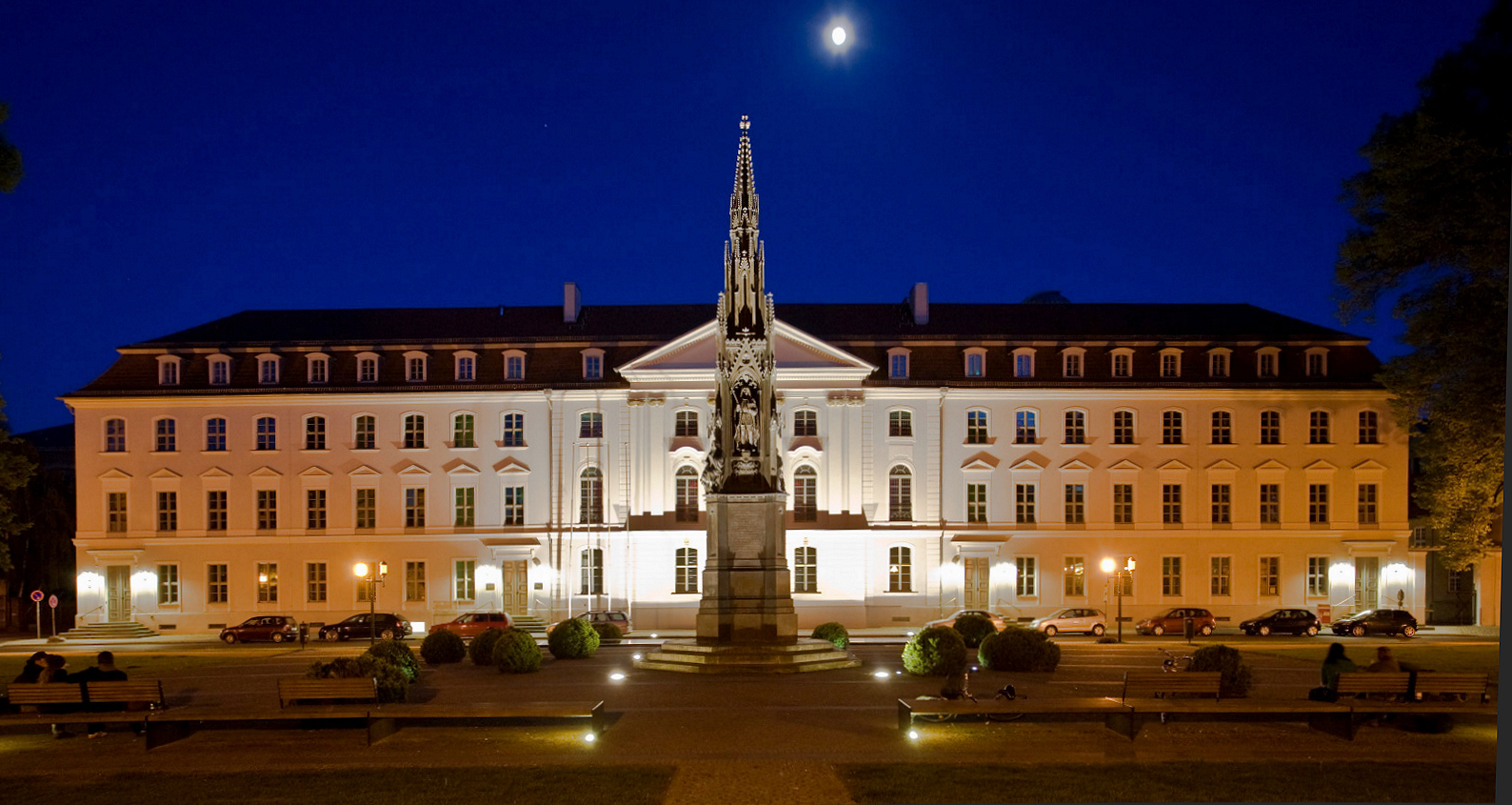
L'Université de Greifswald.

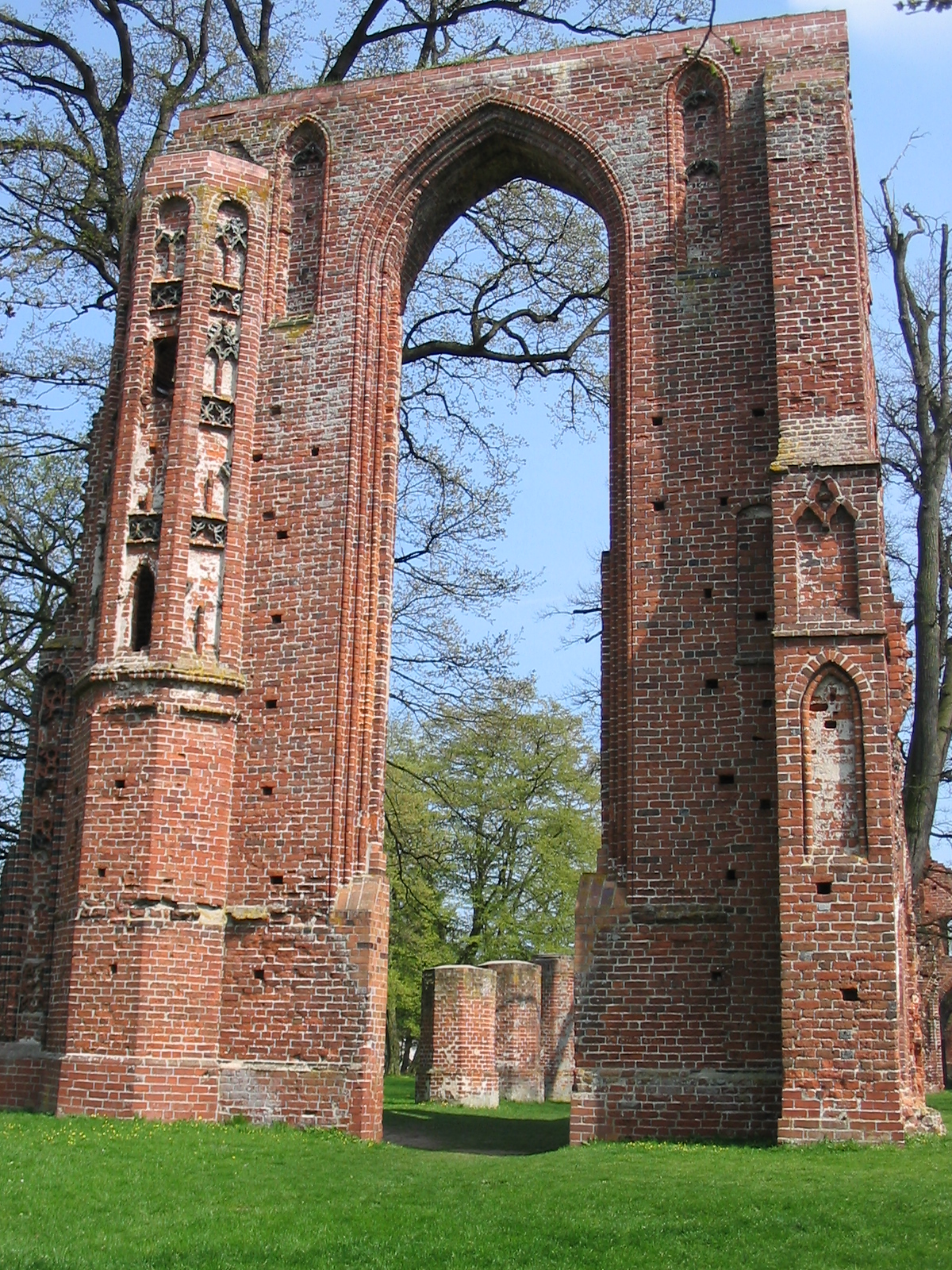
L'abbaye d'Eldena.

En 1199, l'abbaye d'Eldena fut fondée par des moines cisterciens danois. En 1241, le prince de Rügen et le duc de Poméranie autorisent la tenue hebdomadaire d'un marché à l'abbaye d'Eldena. Ce marché commercial est le point de départ du développement ultérieur de la ville de Greifswald. C'est en 1248 que pour la première fois on mentionne l'oppidum gripheswald parmi les biens de l'abbaye d'Eldena. Le droit urbain de Lübeck a été accordé à cette agglomération le 14 mai 1250 par le duc Wartislaw III.
En 1278, Greifswald devient membre de la ligue hanséatique. Le développement de Greifswald est marqué jusqu'au XVIe siècle par son appartenance à la Hanse. L'Université de Greifswald a été fondée en 1456 à l'initiative du bourgmestre de Greifswald, Heinrich Rubenow. L'université est, après celle de Rostock, la plus ancienne d'Europe du Nord.
La Réforme luthérienne a été introduite à Greifswald en 1531. L'université fut rouverte en 1539 à titre d'université protestante.
Au cours de la guerre de Trente Ans (1618-1648), Greifswald est occupée par les troupes impériales jusqu'en 1631, année où la ville est conquise sans combats par les troupes suédoises. À la paix de Westphalie, la Suède obtient la Poméranie et ainsi Greifswald. Il s'ensuit des tensions entre la Suède et le Brandebourg-Prusse qui fait valoir ses prétentions à l'héritage poméranien, ce qui, dans les décennies à venir mène à une série de conflits armés au cours desquels Greifswald est assiégée et occupée militairement à plusieurs reprises.
Le peintre romantique Caspar David Friedrich est né à Greifswald en 1774, et a régulièrement illustré la région dans ses peintures. On trouve en particulier souvent les ruines de l'abbaye d'Eldena dans ses tableaux.
En 1815, à la suite des guerres napoléoniennes, la Poméranie suédoise revient au royaume de Prusse. Greifswald fait alors partie de la province prussienne nouvellement crée de Poméranie. La longue période de paix qui s'ensuit apporte à la ville une croissance économique durable et rapide.
En 1939, les villages de Wieck et d'Eldena – le berceau de Greifswald – situés à l'embouchure de la Ryck, ont été rattachés à Greifswald.
De 1940 à 1945, l'ancienne caserne de blindés située à Greisfwald sert de camp de concentration pour prisonniers de guerre alliés (Stalag II-C).
La reddition sans combat de la ville à l'Armée rouge en 1945 épargne des vies humaines et la ville n'est pas détruite.
Greifswald était une ville-arrondissement jusqu'au 4 septembre 2011.

## Présent
La ville comporte trois impressionnantes églises de style gothique de brique (Backsteingotik) : Sainte-Marie, la cathédrale Saint-Nicolas et Saint-Jacques que l'on aperçoit de loin.
L'état d'esprit et l'atmosphère de la ville sont fortement marqués par les nombreux étudiants, qui composent environ un sixième de la population totale de la ville : 10 000 étudiants pour 60 000 habitants. Grâce à l'université, la ville hanséatique de Greifswald reste un lieu de tradition, mais est aussi une source d'innovation et de découverte. Elle comporte notamment de nombreuses pistes cyclables, ce qui rend agréable l'expérience d'une visite. C'est un endroit intéressant pour les instituts de recherche et de technologie, comme l'Institut Max-Planck de physique des plasmas, l'Institut pour la physique du plasma à basse température, le « BioTechnikum » (centre biotechnique) et le « Technologiezentrum Vorpommern ». Le laboratoire fédéral de recherche sur les maladies virales des animaux, Institut Friedrich Loeffler (FLI), situé sur l'île de Riems peut se prévaloir d'une tradition remontant à 1910.
Un deuxième terminal gazier était prévu à Lubmin, situé à une vingtaine de kilomètres, pour le gazoduc Nord Stream 2, ce qui aurait pu doubler ses revenus, jusqu'à la faillite du projet le 22 février 2022. La station d'arrivée de Nord Stream 1 fournit cependant environ 30 % des revenus de cette municipalité proche.

## Tourisme
- Liste illustrée de bâtiments historiques de Greifswald (de)
- Abbaye d'Eldena, une source d'inspiration picturale
- Église Saint-Nicolas de Greifswald
- Église Sainte-Marie (Greifswald) (de) (1260)
- Théâtre de Poméranie occidentale (de)
- Musée régional de Poméranie
- Visite du port et de la plage de Wieck

## Jumelages
La ville Greifswald est jumelée avec :
- Kotka (Finlande) depuis 1959 ;
- Osnabrück (Allemagne) depuis 1988 ;
- Lund (Suède) depuis 1990 ;
- Hamar (Norvège) depuis 1997 ;
- Goleniów (Pologne) depuis 2006 ;
- Newport News (États-Unis) depuis 2007.

Greifswald entretient des relations d'amitié avec :
- Tartu (Estonie) depuis 2006 ;
- Kingston-upon-Hull (Royaume-Uni) depuis 2006.

## Personnalités associées

### Nées à Greifswald
- Franz Stypmann (1612-1650), juriste allemand, professeur de droit à l'université de Greifswald ;
- Caspar David Friedrich (1774-1840), peintre et dessinateur allemand ;
- Mite Kremnitz (1852-1916), femme de lettres allemande ;
- Hans Fallada (1893-1947), écrivain allemand  ;
- Anett Kölpin (1963-), chanteuse allemande ;
- Luise Amtsberg (1984-), militante des droits de l'Homme, députée au Bundestag de 2013 à 2022, puis Déléguée du gouvernement fédéral ;
- Toni Kroos (1990-), footballeur international allemand ;
- Felix Kroos (1991-), footballeur allemand.